# Molgula hozawai
Molgula hozawai is een zakpijpensoort uit de familie van de Molgulidae. De wetenschappelijke naam van de soort is voor het eerst geldig gepubliceerd in 1932 door Oka.